# Giuseppe Brambilla
Giuseppe Brambilla (Melzo, Llombardia, 25 d'octubre de 1888 - Milà, 29 de maig de 1918) va ser un ciclista italià que va córrer en els anys previs a la Primera Guerra Mundial. Durant la seva carrera aconseguí 4 victòries.

## Palmarès
- 1909
  - 1r a la Copa del Re
- 1910
  - Vencedor de 3 etapes a la Mar-llac-muntanya

### Resultats al Tour de França
- 1909. Abandona

### Resultats al Giro d'Itàlia
- 1909. Abandona
- 1910. Abandona
- 1911. Abandona
- 1913. Abandona